# Stephanie Visscher
Stephanie Mona Helene Visscher (Luleå, 16 ottobre 1999) è una cestista svedese.

## Carriera
Con la Svezia ha disputato i Campionati europei del 2021.